# NFC Championship Game
Das NFC Championship Game ist eines der beiden Halbfinals der National Football League (NFL). Teilnehmende Mannschaften sind die Sieger der Divisional Play-offs der National Football Conference (NFC). Der Gewinner bekommt die George Halas Trophy und tritt beim Super Bowl gegen den Gewinner des AFC Championship Games an.
Amtierender Meister der NFC sind die Philadelphia Eagles (Saison 2024), die die Washington Commanders im NFC Championship Game mit 55:23 bezwangen.
Bis 1970 hieß das NFC Championship Game NFL Championship Game. AFL und NFL gingen bis zu diesem Jahr getrennte Wege und spielten getrennt ihre Meisterschaften aus. Erst mit dem Zusammenschluss der AFL und NFL (unter gleichzeitiger Umbenennung in AFC und NFC) wurde das Spiel zum NFC Championship Game.

## Liste der NFC Championship Games
Fett markierte Teams gewannen anschließend den Super Bowl.
| Saison | Gewinner                 | Verlierer             | Ergebnis | Spielort                    | Stadion                       |
| ------ | ------------------------ | --------------------- | -------- | --------------------------- | ----------------------------- |
| 1970   | Dallas Cowboys (1)       | San Francisco 49ers   | 17:10    | San Francisco, Kalifornien  | Kezar Stadium                 |
| 1971   | Dallas Cowboys (2)       | San Francisco 49ers   | 14:30    | Irving, Texas               | Texas Stadium                 |
| 1972   | Washington Redskins (1)  | Dallas Cowboys        | 26:30    | Washington, D.C.            | RFK Stadium                   |
| 1973   | Minnesota Vikings (1)    | Dallas Cowboys        | 27:10    | Irving, Texas               | Texas Stadium                 |
| 1974   | Minnesota Vikings (2)    | Los Angeles Rams      | 14:10    | Bloomington, Minnesota      | Metropolitan Stadium          |
| 1975   | Dallas Cowboys (3)       | Los Angeles Rams      | 37:70    | Los Angeles, Kalifornien    | Los Angeles Memorial Coliseum |
| 1976   | Minnesota Vikings (3)    | Los Angeles Rams      | 24:13    | Bloomington, Minnesota      | Metropolitan Stadium          |
| 1977   | Dallas Cowboys (4)       | Minnesota Vikings     | 23:60    | Irving, Texas               | Texas Stadium                 |
| 1978   | Dallas Cowboys (5)       | Los Angeles Rams      | 28:00    | Los Angeles, Kalifornien    | Los Angeles Memorial Coliseum |
| 1979   | Los Angeles Rams (1)     | Tampa Bay Buccaneers  | 9:0      | Tampa, Florida              | Tampa Stadium                 |
| 1980   | Philadelphia Eagles (1)  | Dallas Cowboys        | 20:70    | Philadelphia, Pennsylvania  | Veterans Stadium              |
| 1981   | San Francisco 49ers (1)  | Dallas Cowboys        | 28:27    | San Francisco, Kalifornien  | Candlestick Park              |
| 1982   | Washington Redskins (2)  | Dallas Cowboys        | 31:17    | Washington, D.C.            | RFK Stadium                   |
| 1983   | Washington Redskins (3)  | San Francisco 49ers   | 24:21    | Washington, D.C.            | RFK Stadium                   |
| 1984   | San Francisco 49ers (2)  | Chicago Bears         | 23:00    | San Francisco, Kalifornien  | Candlestick Park              |
| 1985   | Chicago Bears (1)        | Los Angeles Rams      | 24:00    | Chicago, Illinois           | Soldier Field                 |
| 1986   | New York Giants (1)      | Washington Redskins   | 17:00    | East Rutherford, New Jersey | Giants Stadium                |
| 1987   | Washington Redskins (4)  | Minnesota Vikings     | 17:10    | Washington, D.C.            | RFK Stadium                   |
| 1988   | San Francisco 49ers (3)  | Chicago Bears         | 28:30    | Chicago, Illinois           | Soldier Field                 |
| 1989   | San Francisco 49ers (4)  | Los Angeles Rams      | 30:30    | San Francisco, Kalifornien  | Candlestick Park              |
| 1990   | New York Giants (2)      | San Francisco 49ers   | 15:13    | San Francisco, Kalifornien  | Candlestick Park              |
| 1991   | Washington Redskins (5)  | Detroit Lions         | 41:10    | Washington, D.C.            | RFK Stadium                   |
| 1992   | Dallas Cowboys (6)       | San Francisco 49ers   | 30:20    | San Francisco, Kalifornien  | Candlestick Park              |
| 1993   | Dallas Cowboys (7)       | San Francisco 49ers   | 38:21    | Irving, Texas               | Texas Stadium                 |
| 1994   | San Francisco 49ers (5)  | Dallas Cowboys        | 38:28    | San Francisco, Kalifornien  | Candlestick Park              |
| 1995   | Dallas Cowboys (8)       | Green Bay Packers     | 38:27    | Irving, Texas               | Texas Stadium                 |
| 1996   | Green Bay Packers (1)    | Carolina Panthers     | 30:13    | Green Bay, Wisconsin        | Lambeau Field                 |
| 1997   | Green Bay Packers (2)    | San Francisco 49ers   | 23:10    | San Francisco, Kalifornien  | 3Com Park                     |
| 1998   | Atlanta Falcons (1)      | Minnesota Vikings     | 30:27    | Minneapolis, Minnesota      | Hubert H. Humphrey Metrodome  |
| 1999   | St. Louis Rams (2)       | Tampa Bay Buccaneers  | 11:60    | St. Louis, Missouri         | Trans World Dome              |
| 2000   | New York Giants (3)      | Minnesota Vikings     | 41:00    | East Rutherford, New Jersey | Giants Stadium                |
| 2001   | St. Louis Rams (3)       | Philadelphia Eagles   | 29:24    | St. Louis, Missouri         | Edward Jones Dome             |
| 2002   | Tampa Bay Buccaneers (1) | Philadelphia Eagles   | 27:10    | Philadelphia, Pennsylvania  | Veterans Stadium              |
| 2003   | Carolina Panthers (1)    | Philadelphia Eagles   | 14:30    | Philadelphia, Pennsylvania  | Lincoln Financial Field       |
| 2004   | Philadelphia Eagles (2)  | Atlanta Falcons       | 27:10    | Philadelphia, Pennsylvania  | Lincoln Financial Field       |
| 2005   | Seattle Seahawks (1)     | Carolina Panthers     | 34:14    | Seattle, Washington         | Qwest Field                   |
| 2006   | Chicago Bears (2)        | New Orleans Saints    | 39:14    | Chicago, Illinois           | Soldier Field                 |
| 2007   | New York Giants (4)      | Green Bay Packers     | 23:20    | Green Bay, Wisconsin        | Lambeau Field                 |
| 2008   | Arizona Cardinals (1)    | Philadelphia Eagles   | 32:25    | Glendale, Arizona           | University of Phoenix Stadium |
| 2009   | New Orleans Saints (1)   | Minnesota Vikings     | 31:28    | New Orleans, Louisiana      | Louisiana Superdome           |
| 2010   | Green Bay Packers (3)    | Chicago Bears         | 21:14    | Chicago, Illinois           | Soldier Field                 |
| 2011   | New York Giants (5)      | San Francisco 49ers   | 20:17    | San Francisco, Kalifornien  | Candlestick Park              |
| 2012   | San Francisco 49ers (6)  | Atlanta Falcons       | 28:24    | Atlanta, Georgia            | Georgia Dome                  |
| 2013   | Seattle Seahawks (2)     | San Francisco 49ers   | 23:17    | Seattle, Washington         | CenturyLink Field             |
| 2014   | Seattle Seahawks (3)     | Green Bay Packers     | 28:22    | Seattle, Washington         | CenturyLink Field             |
| 2015   | Carolina Panthers (2)    | Arizona Cardinals     | 49:15    | Charlotte, North Carolina   | Bank of America Stadium       |
| 2016   | Atlanta Falcons (2)      | Green Bay Packers     | 44:21    | Atlanta, Georgia            | Georgia Dome                  |
| 2017   | Philadelphia Eagles (3)  | Minnesota Vikings     | 38:70    | Philadelphia, Pennsylvania  | Lincoln Financial Field       |
| 2018   | Los Angeles Rams (4)     | New Orleans Saints    | 26:23    | New Orleans, Louisiana      | Mercedes-Benz Superdome       |
| 2019   | San Francisco 49ers (7)  | Green Bay Packers     | 37:20    | San Francisco, Kalifornien  | Levi’s Stadium                |
| 2020   | Tampa Bay Buccaneers (2) | Green Bay Packers     | 31:26    | Green Bay, Wisconsin        | Lambeau Field                 |
| 2021   | Los Angeles Rams (5)     | San Francisco 49ers   | 20:17    | Inglewood, Kalifornien      | SoFi Stadium                  |
| 2022   | Philadelphia Eagles (4)  | San Francisco 49ers   | 31:7     | Philadelphia, Pennsylvania  | Lincoln Financial Field       |
| 2023   | San Francisco 49ers (8)  | Detroit Lions         | 34:31    | San Francisco, Kalifornien  | Levi’s Stadium                |
| 2024   | Philadelphia Eagles (5)  | Washington Commanders | 55:23    | Philadelphia, Pennsylvania  | Lincoln Financial Field       |

1. ↑  bisherige Teilnahmen als Los Angeles Rams

## NFC Championship Game Teilnahmen 1970–heute
| Platz | Team                       | G | V  | Anzahl | %     | Punkte  | Letzte Teilnahme | Letzte Meisterschaft |
| ----- | -------------------------- | - | -- | ------ | ----- | ------- | ---------------- | -------------------- |
| 1     | San Francisco 49ers        | 8 | 11 | 19     | 42,1  | 402:391 | 2023             | 2023                 |
| 2     | Dallas Cowboys             | 8 | 6  | 14     | 57,1  | 317:264 | 1995             | 1995                 |
| 3     | Los Angeles/St. Louis Rams | 5 | 6  | 11     | 45,5  | 128:227 | 2021             | 2021                 |
| 4     | Philadelphia Eagles        | 5 | 4  | 9      | 55,6  | 233:156 | 2024             | 2024                 |
| 5     | Washington Redskins        | 5 | 2  | 7      | 71,4  | 162:133 | 2024             | 1991                 |
| 6     | New York Giants            | 5 | 0  | 5      | 100,0 | 116:050 | 2011             | 2011                 |
| 7     | Minnesota Vikings          | 3 | 6  | 9      | 33,3  | 143:213 | 2017             | 1976                 |
| 8     | Green Bay Packers          | 3 | 6  | 9      | 33,3  | 210:238 | 2020             | 2010                 |
| 9     | Seattle Seahawks           | 3 | 0  | 3      | 100,0 | 085:053 | 2014             | 2014                 |
| 10    | Chicago Bears              | 2 | 3  | 5      | 40,0  | 080:086 | 2010             | 2006                 |
| 11    | Carolina Panthers          | 2 | 2  | 4      | 50,0  | 090:082 | 2015             | 2015                 |
| 12    | Atlanta Falcons            | 2 | 2  | 4      | 50,0  | 108:103 | 2016             | 2016                 |
| 13    | Tampa Bay Buccaneers       | 2 | 2  | 4      | 50,0  | 064:056 | 2020             | 2020                 |
| 14    | New Orleans Saints         | 1 | 2  | 3      | 33,3  | 068:093 | 2018             | 2009                 |
| 15    | Arizona Cardinals          | 1 | 1  | 2      | 50,0  | 047:074 | 2015             | 2008                 |
| 16    | Detroit Lions              | 0 | 2  | 2      | 0,0   | 041:075 | 2023             | –                    |

1. ↑  Die Seattle Seahawks waren von 1977 bis 2002 Mitglied in der AFC. Sie verloren ihr einziges AFC Championship Game.